# 基馬拉斯高地國家公園
基馬拉斯高地國家公園（葡萄牙語：Parque Nacional da Chapada dos Guimarães）是巴西的國家公園，位於該國東南部米納斯吉拉斯州，成立於1999年9月21日，佔地56.4萬公頃，覆蓋雅努阿里亞、伊塔卡蘭比和聖若昂-達斯米松伊斯地區。
是巴西的國家公園，位於該國西部馬托格羅索州，成立於1989年4月12日，面積3.3萬公頃，每年平均降雨量1,800至2,000毫米。